# Aequidens hoehnei
Espèce
Aequidens hoehnei est un poisson d'eau douce de la famille des Cichlidés qui se rencontre en Amérique du Sud, dans le bassin de l'Amazone.

## Description
Aequidens hoehnei mesure jusqu'à 5,6 cm.